# Sukowiryo (Bondowoso)
Sukowiryo is een bestuurslaag in het regentschap Bondowoso van de provincie Oost-Java, Indonesië. Sukowiryo telt 4307 inwoners (volkstelling 2010).